# Блокада (роман К. Бенедиктова)
«Блокада» — фантастический роман писателя Кирилла Бенедиктова, открывший вторую сюжетную линию литературного цикла «Этногенез». Роман состоит из трех частей: «Охота на монстра», «Тень Зигфрида», «Война в зазеркалье». Первая книга романа была опубликована в 2009 году, последняя — в 2011 году.

## Сюжет
Действие происходит в первые годы Великой Отечественной войны. Глава Германии Адольф Гитлер собирается перенести военные действия на Кавказ, где спрятаны таинственные артефакты, дающие своим хозяевам сверхъестественные способности. Поиском предметов занимается общество «Наследие предков», до этого проводившее исследования на берегах абхазского озера Рица, в замке Кахтице в Трансильвании, монастыре Тце-Лунг в Тибете.
У Гитлера есть один таинственный предмет — фигурка орла, позволяющая ему навязывать свою волю другим людям. Именно с его помощью в октябре 1939 года Гитлер убедил Иосифа Сталина, что не собирается воевать с СССР, и таким образом обеспечил неожиданный и сокрушительный удар по территории Советского Союза.
Чтобы противостоять Гитлеру, советские спецслужбы принимают решение выкрасть из нацистской ставки фигурку орла. Для решения диверсионной задачи в армии разыскали людей, обладающих уникальными, сверхъестественными способностями. В необычный отряд, созданный для проникновения на оккупированную территорию и захвата предмета, вошли медсестра Екатерина Серебрякова, обладающая даром исцеления, старшина Василий Степанович Тёркин с потрясающей неуязвимостью и капитан Александр Шибанов со способностями гипноза.
Кроме того, распутывая клубок отрывочных сведений о таинственных предметах, советские спецслужбы начали собственный поиск артефактов. Были установлены контакты с мистиком Георгием Гурджиевым и историком Львом Гумилёвым, отбывающим срок в ГУЛАГе. С их помощью была раскрыта тайна артефактов.

## Основные герои
- Адольф Гитлер — глава нацистской Германии. Владелец артефакта «Орел». После получения предмета превратился из скромного ефрейтора в диктатора и быстро захватил власть. Может убедить кого угодно в чём угодно. О его предмете почти никто не знает. Стремится к получению других магических артефактов. С этой целью были организованы немецкие «археологические» экспедиции на Кавказ и Тибет.
- Иосиф Сталин — глава Советского Союза. Пал жертвой магической воли Гитлера. Был уверен, что Гитлер сдержит своё обещание не воевать с СССР, и до последнего игнорировал данные разведки о готовящемся нападении. После секретного доклада об артефакте принимает решение захватить мистический предмет.
- Мария фон Белов — личный адъютант Гитлера, первый заместитель общества «Наследие предков». Главный нацистский охотник за артефактами. Назначена руководителем экспедиции на Северный Кавказ.
- Александр Шибанов — капитан НКВД. Выполнял задачу поиска людей со сверхъестественными способностями, во время которого выяснилось, что он сам обладает сильнейшим даром внушения.
- Лев Гумилёв — историк, заключенный Норильского исправительно-трудового лагеря. Во время археологической экспедиции в Восточном Туркестане в 1934 году нашёл в ущельях заброшенную башню. На её вершине лежал скелет в военной форме, на груди которого был амулет в форме попугая — мистический артефакт, дающий способность знать все языки мира.

## Артефакты
В романе упоминается несколько магических артефактов, которые дают сверхвозможности своим хозяевам. Все они сделаны из неизвестного науке серебристого металла, холодного на ощупь, и обладают различными свойствами.
По объяснению Гурджиева, предметы являются «частицами реального мира во всеобщем сне человечества», однако их истинного предназначения даже он представить не может.
После того, как артефакт попадает к человеку, его глаза становятся разного цвета. Благодаря этой особенности хозяева предметов могут узнавать друг друга. Впрочем, большинство скрывает свои возможности. Так, для Гитлера разработали специальные глазные капли, которые придают глазам один цвет. Интересно, что эта подробность основана на историческом факте: личный доктор Гитлера Теодор Морелль закапывал ему в глаза специальные капли, рецепт которых держался в секрете.
Точное число артефактов не известно. В «Блокаде» упоминаются пять предмета:
1. Орёл — дает дар убеждения, позволяет значительно усиливать гипнотические способности своего владельца. Принадлежит Адольфу Гитлеру. Он получил его в начале двадцатых годов от Дитриха Эккарта. До этого фигурка, по данным советской разведки, на протяжении нескольких лет находилась на территории СССР.
2. Попугай — позволяет хозяину разговаривать на любом языке мира (но не позволяет читать на незнакомом языке). Таким же даром обладали апостолы. В тридцатых годах предмет был найден на вершине заброшенной башни студентом-историком Львом Гумилёвым во время экспедиции в Среднюю Азию. Был изъят у него во время ареста в 1935 году сотрудниками НКВД, после чего следы артефакта затерялись.
3. Змея — позволяет своему хозяину мгновенно перемещаться, телепортироваться в любую точку земного шара. Владелец — садовник японского посольства Юкио Сато.
4. Мангуст — враждует с артефактом Змея. Не подпускает владельца Змеи к своему хозяину. Спрятан в пещерах Северного Кавказа.
5. Конек — дает дар дистанционного физического поражения взмахом (жестом). Позволяет ломать кости, рубить и иссякать физические предметы или неприятеля, не входя в тактильный контакт с различных расстояний. Принадлежит - Марии фон Белов.

## Интересные факты
- В сентябре планировалось издание не «Блокады», а второй книги «Маруся», однако планы издательства изменились. В интернете была проведена рекламная акция — создан и размещен на входе на официальный сайт проекта видеоролик, где Адольф Гитлер заявлял, что захватил сайт и теперь вместо «Маруси» выйдет «Блокада». Посмотреть ролик можно на портале Youtube. Но также вышла вторая книга Маруси: «Маруся — 2. Таёжный квест»
- Практически все персонажи блокады имеют исторических прототипов. Даже начальник медсанчасти на Южном Урале, где работает медсестра Серебрякова, была реальным человеком — бабушкой писателя Бенедиктова.
- Все книги «Этногенеза» имеют сквозных персонажей. В «Блокаде» один из них — Лев Николаевич Гумилёв, который приходится родственником главной героине книги «Маруся» Марусе Гумилёвой[1].
- По словам Бенедиктова, во время написания книги он пользовался историческими источниками и исторической литературой. Почти все реплики Гитлера, упомянутые в повести — подлинные и взяты из воспоминаний его современников или его речей.
- Книга в считанные дни стала бестселлером и возглавила рейтинги крупных книжных магазинов[2], повторив успех предыдущего издания проекта «Этногенез», чей полный тираж — 100 000 экземпляров — был продан за два месяца[3].
- Персонаж Лев Гумилёв, рассказывая о виденной зашифрованной карте, говорит, что все сведения в ней давались цифрами, упоминая в качестве примера последовательность 48 15 16 23 42. Такая последовательность в слегка другом виде (число 48 разделено) — 4 8 15 16 23 42 — присутствовала в качестве сюжетного элемента в сериале «Остаться в живых».

## Отзывы
«Альтернативных историй про Сталина, Гитлера, про бог знает кого можно найти уйму. То есть читателя трудно удивить. Его можно удивить вписанностью в масштабный замысел. И Бенедиктову удалось органично вписаться в масштабный замысел такого большого проекта. Сам жанр существует давно, но Бенедиктову удалось найти новый ход. Раньше это обычно была одна книжка. А целый проект приобретает некую, условно говоря, трёхмерность».
— Сергей Кирджали, культуролог, искусствовед — «Актуальные Комментарии»

«Этакий перенасыщенный раствор, в котором смешались фантастические домыслы и неоспоримые факты. Впрочем, сам Бенедиктов трактует свою книгу как сон о великой войне, и если взглянуть с этой точки зрения, то эксперимент, пожалуй, можно признать удавшимся: ведь никому в здравом уме и твёрдой памяти не придёт в голову требовать от сновидения логичности и убедительности докторской диссертации…»
— Василий Владимирский. Сон золотой — «Частный корреспондент»